# Chemerina adriatica
Chemerina adriatica är en fjärilsart som beskrevs av Leo Schwingenschuss och Wagner 1927. Chemerina adriatica ingår i släktet Chemerina och familjen mätare. Inga underarter finns listade i Catalogue of Life.